# The Times They Are a-Changin' (canção)
"The Times They Are a-Changin" é uma canção escrita por Bob Dylan. Saiu no álbum com o mesmo nome, datado de 1964. Ficou classificada em número 59 na lista da revista Rolling Stone para as 500 melhores canções de todos os tempos.